# Via Reale di Persia

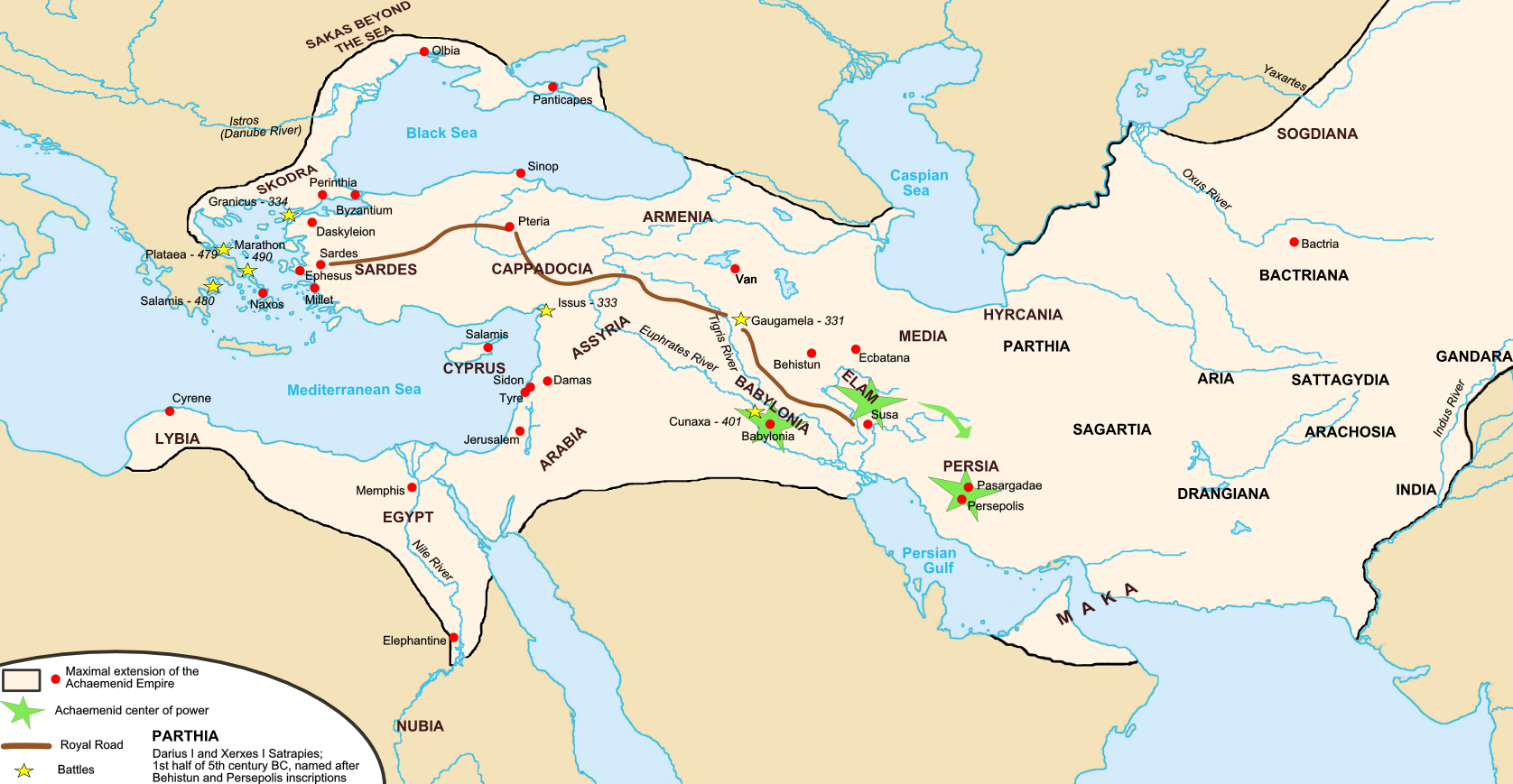
Il percorso della Via Regia descritto nelle Storie di Erodoto

La Via Reale di Persia era un'antica strada fatta costruire dal Re persiano Dario I nel V secolo a.C. Dario fece costruire tale strada per consentire rapide comunicazioni attraverso il vasto impero da Susa a Sardi. Si ritiene che i corrieri imperiali potevano percorrere i suoi 2699 km in nove giorni. Lo storico greco Erodoto scrisse: "Non c'è nulla al mondo che viaggi più veloce di questi corrieri persiani [...] Né la neve né la pioggia, il caldo o il buio della notte impediscono loro di portare a termine il loro compito con la massima velocità". Questa lode di Erodoto ha dato l'ispirazione al motto non ufficiale dei corrieri postali.

## Tragitto
Il tragitto della via è stato ricostruito grazie agli scritti di Erodoto, alle ricerche archeologiche e ad altro materiale. Cominciava ad occidente, sulle sponde del Mar Egeo, nella città anatolica di Sardi, e si estendeva ad oriente verso l'antica capitale assira Ninive. Poi svoltava a sud verso Babilonia, per terminare a Susa, l'antica capitale del Regno di Elam. Nonostante la Via Reale terminasse nella parte occidentale dell'attuale Iran, da essa si poteva proseguire verso sud-est, raggiungendo Persepoli, oppure verso nord-est, attraversando altri importanti centri quali Ecatompilo, Alessandria in Margiana e Bactra, lungo quella che, nei secoli successivi, diverrà nota come la Via della seta. Tuttavia quest'ultima poteva ricollegarsi alla Via Reale più a nord. Infatti, provenendo da est, dopo esser passati da Ecbatana, si potevano raggiungere Babilonia e altre città mesopotamiche, quali Seleucia-Ctesifonte e Dura Europos.

## Storia
Poiché la strada non segue il percorso più breve, né il più facile tra le città importanti dell'Impero Persiano, gli archeologi credono che le sezioni più occidentali della strada possano originariamente essere state costruite dai re assiri, dato che la strada si getta nel cuore del loro vecchio impero (v.si Comunicazioni nell'Impero neo-assiro). Le sezioni più orientali della strada (nell'attuale Iran settentrionale) coincidono poi con la più importante via di commercio nota come Via della seta.
Fu Dario I a modificare la Via così com'è conosciuta oggi, migliorando il manto stradale e connettendo insieme le parti in un unico tratto, rendendo la Via un rapido strumento di comunicazione per i suoi messaggeri (pirradaziš).
La costruzione della strada, come risulta dai miglioramenti dei due imperatori, fu di tale qualità che continuò ad essere usata nell'epoca romana. A Diyarbakır, in Turchia, sorge ancora un ponte dell'epoca.

## Riferimenti alla Via Reale
Sembra che Euclide, alla richiesta di Tolomeo I riguardo ad un modo facile d'apprendere la matematica, avesse risposto: «Non c'è una Via Reale alla geometria». In un contesto moderno questa frase è stata ripresa dall'ingegnere informatico Fred Brooks nello scritto "No Silver Bullet" circa lo sviluppo nell'ingegneria informatica: «Non c'è una Via Reale, ma c'è una via».